# 常磐村 (茨城県)
常磐村（ときわむら）は茨城県東茨城郡にかつて存在した村である。

## 地理
- 現在の水戸市の中部に位置する。
- 村は千波湖の北岸に位置する。

## 歴史

### 村域の変遷
- 1889年（明治22年）4月1日 - 町村制施行により、常磐村が単独で村制施行し東茨城郡常磐村が発足。
- 1933年（昭和8年）3月15日 - 水戸市に編入され消滅。

変遷表
| 1868年 以前 | 1868年 以前 | 明治22年 4月1日 | 昭和8年 3月15日 | 現在   |
| ----------- | ----------- | --------------- | --------------- | ------ |
|             | 常磐村      | 常磐村          | 水戸市 に編入   | 水戸市 |

## 人口・世帯

### 人口
総数 [単位： 人]
| 1891年（明治24年） | 2,408 |
| 1920年（大正 9年） | 5,542 |

### 世帯
総数 [単位： 世帯]
| 1920年（大正 9年） | 1,201 |

## 交通

### 鉄道
- 日本国有鉄道（ → 東日本旅客鉄道）
  - ■常磐線
    - 公園下仮降車場（ → 偕楽園駅）